# 亞姆群島

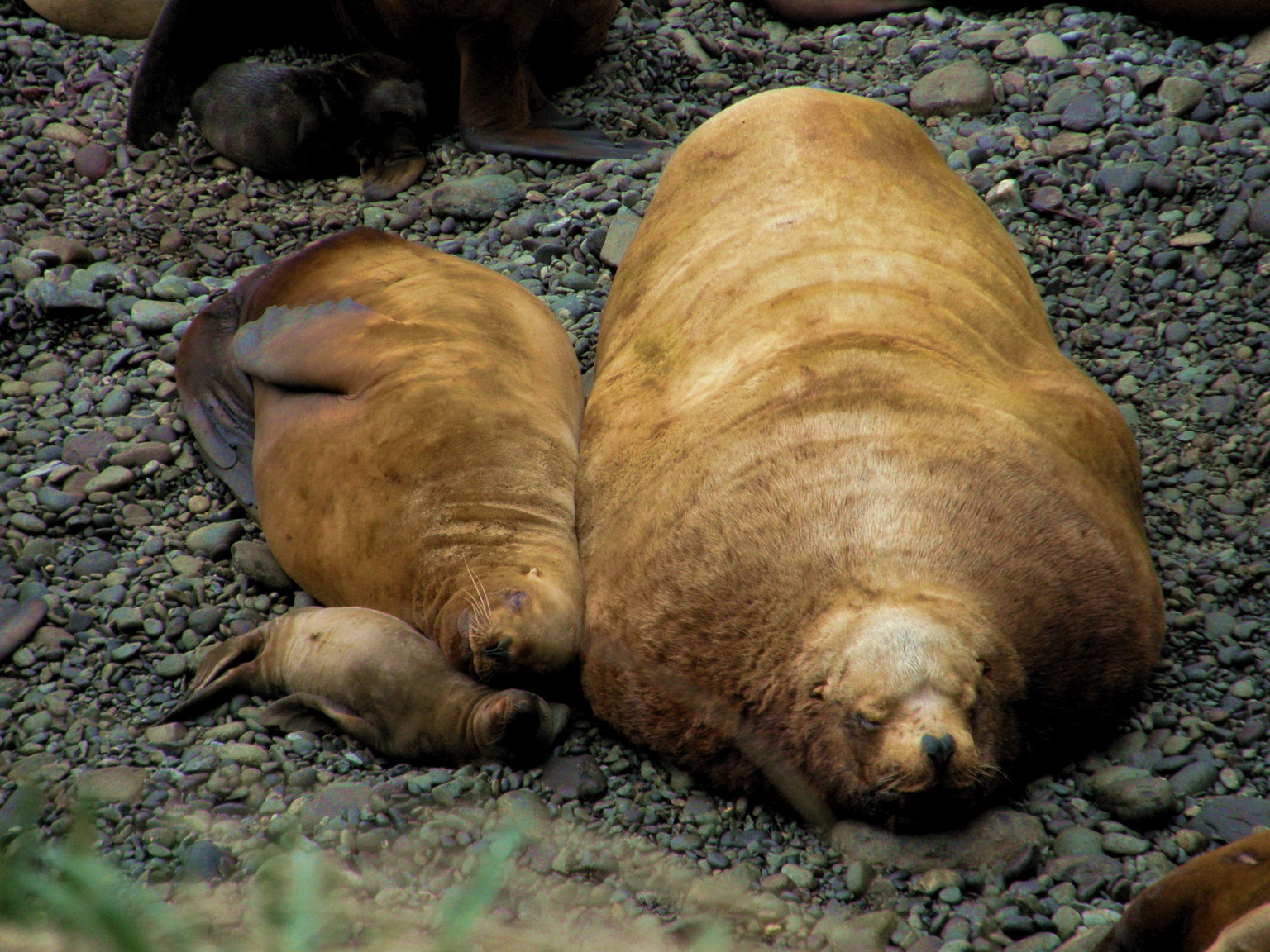

亞姆群島是俄羅斯旳群島，位於馬加丹以東約250公里的舍利霍夫灣南端，行政方面由馬加丹州負責管轄，由6個島嶼組成，該地區每年平均降雨量約450毫米。
59°15′N 155°29′E / 59.250°N 155.483°E